# 丙二酰辅酶A脱羧酶
丙二酰辅酶A脱羧酶（英語：Malonyl-CoA decarboxylase，又称为丙二酸单酰辅酶A脱羧酶）是一个与丙二酰辅酶A脱羧酶缺乏症相关的酶。
这种酶催化丙二酰辅酶A转变为乙酰辅酶A与二氧化碳。
在一定程度上说，这种酶是乙酰辅酶A羧化酶的逆反应酶。